# برنارد هال
برنارد هال (بالإنجليزية: Bernard Hall)‏ (8 يوليو 1942 بباث في المملكة المتحدة - ) هو لاعب كرة قدم بريطاني في مركز حراسة المرمى. لعب مع نادي بريستول روفيرز.